# Mont Panié
Mont Panié – szczyt w pasmie Chaîne centrale na nowokaledońskiej wyspie Grande Terre. Jest to najwyższy szczyt Nowej Kaledonii, terytorium zależnego Francji.